# Константин Балмонт
Константин Дмитриевич Балмонт (15 юни 1867 - 23 декември 1942) е руски поет символист, преводач, есеист. Превежда и издава сборник български народни песни „Златен сноп на българската поезия“ (1930).

## Творчество
- „Тишина“ – стихосбирка – 1898 г.
- „Пламтящи здания“ – стихосбирка – 1900 г.
- „Да бъдем като слънцето“ – стихосбирка – 1903 г.